# Gonia smithi
Gonia smithi är en tvåvingeart som beskrevs av Brooks 1944. Gonia smithi ingår i släktet Gonia och familjen parasitflugor. Inga underarter finns listade i Catalogue of Life.